# Puigserrador
El Puigserrador és una muntanya de 483 metres que es troba entre els municipis de Sant Aniol de Finestres, a la comarca de la Garrotxa i d'Amer, a la comarca de la Selva.